# 340 v. Chr.
Portal Geschichte | Portal Biografien | Aktuelle Ereignisse | Jahreskalender | Tagesartikel

◄ |
5. Jahrhundert v. Chr. |
4. Jahrhundert v. Chr. |
3. Jahrhundert v. Chr. |
►

◄ | 360er v. Chr. | 350er v. Chr. | 340er v. Chr. | 330er v. Chr. |
320er v. Chr. |
►

◄◄ | ◄ | 343 v. Chr. | 342 v. Chr. | 341 v. Chr. | 340 v. Chr. |
339 v. Chr. |
338 v. Chr. |
337 v. Chr. |
► |
►►

## Ereignisse

### Westliches Mittelmeer
- Juni: Schlacht am Krimisos (Westsizilien): Sieg Syrakus’ unter Timoleon über Karthago.
- Ein Aufstand im Latinischen Städtebund gegen Rom löst den Latinerkrieg aus. Rom ist dabei mit den Samniten verbündet, die Latiner mit den Sidicinern und dem griechischen Kampanien. Rom ernennt L. Papirius Crassus zum Diktator und erklärt den Besitz der Latiner für konfisziert. Sieg der Römer über die Latiner bei Veseris und bei Sinuessa.
- Griechische Kolonisten gründen Antipolis (Antibes) bei Nikaia (Nizza).

### Östliches Mittelmeer
- Philipp II. von Makedonien gewinnt die Insel Thasos. Außerdem belagert er sowohl Perinthos als auch Byzantion.
- Für die Dauer eines Feldzugs überträgt Philipp II. dem 16-jährigen Alexander die Regierungsgeschäfte in Makedonien. Er selbst zieht nach Osten, um das mit Athen verbündete Perinth zu erobern, das ein idealer Ausgangspunkt ist, um den weiter östlich gelegenen griechischen Hafen Byzanz anzugreifen, über den Athen lebenswichtige Getreidelieferungen von der Krim erhält. Doch weil Athen und Byzanz Kriegsschiffe mit Hilfstruppen nach Perinth schicken, misslingt die Belagerung.
- Die zunehmend anti-makedonische Stimmung in Griechenland angesichts der Übergriffe Philipps II. nutzt Athen zur Gründung eines gegen diesen gerichteten Hellenenbundes.
- Rhodos wird vom Achämenidenherrscher Artaxerxes III. erobert und dadurch persisch.

### Asien
- Pixodaros stürzt seine Schwester Ada und wird Satrap in Karien.
- In China siegt während der Zeit der Streitenden Reiche der Staat Qin über das durch vorherige Kriege geschwächte Wei, das weite Gebiete seines Territoriums abtreten muss.

## Geboren
- um 340 v. Chr.: Appius Claudius Caecus, römischer Staatsmann († 273 v. Chr.)
- um 340 v. Chr.: Euhemeros, griechischer Schriftsteller († um 260 v. Chr.)
- um 340 v. Chr.: Hipparchia, Philosophin der kynischen Schule
- um 340 v. Chr.: Qu Yuan, chinesischer Dichter († 278 v. Chr.)
- um 340 v. Chr.: Straton von Lampsakos, griechischer Philosoph († um 269 v. Chr.)

## Gestorben
- Mentor von Rhodos, griechischer Söldner und Heerführer
- Publius Decius Mus, römischer Politiker
- um 340 v. Chr.: Lais von Hykkara, griechische Hetäre, ermordet